# Franklin (comté de Cambria, Pennsylvanie)
Pour les articles homonymes, voir Franklin (Pennsylvanie).
Franklin est un borough situé au sud-ouest du comté de Cambria, en Pennsylvanie, aux États-Unis,. En 2010, il comptait une population de 323 habitants. Il est incorporé le 4 avril 1868.

## Démographie
Lors du recensement de 2010, le borough comptait une population de 323 habitants. Elle est estimée, le 1er juillet 2019, à 290 habitants.

### Source de la traduction
- (en) Cet article est partiellement ou en totalité issu de l’article de Wikipédia en anglais intitulé « Franklin, Cambria County, Pennsylvania » (voir la liste des auteurs).